# بروسو
بروسو هي كومونا (بلدية) تقع في مدينة تورينو الجديدة والتي هي داخل منطقة بيدمونت الإيطالية ،في حين بيدموت شمال تورينو والتي تبعد عنها 50 كيلومتر (31 ميل).

## روابط خارجية
- Official website